# Liste der Stadtammänner von Freiburg im Üechtland
Die Liste der Stadtammänner von Freiburg im Üechtland listet chronologisch die Stadtammänner der Schweizer Stadt Freiburg auf. Der Stadtammann (französisch syndic de Fribourg) präsidiert den Gemeinderat (französisch conseil communal).
| Amtsdauer | Person                        | Partei       |
| --------- | ----------------------------- | ------------ |
| 1798–1802 | Jean de Montenach             | Föderalisten |
| 1802–1803 | Gaspard Lottas                | Unitarier    |
| 1803      | Philippe de Gottrau           |              |
| 1803      | Pierre-François Savary        |              |
| 1803–1809 | Jean-Pierre Philippe de Raemy |              |
| 1809–1821 | François-Pierre Savary        |              |
| 1821–1842 | Albert Fégely                 |              |
| 1842–1847 | Philippe d'Odet               |              |
| 1848      | Pierre-Joseph Farvagnié       |              |
| 1848–1849 | Jean-Théobald Hartmann        |              |
| 1849–1857 | Jean-Auguste Cuony            |              |
| 1857–1858 | Gaspard Lalive d'Epinay       |              |
| 1858–1886 | Louis de Chollet              |              |
| 1886–1895 | Paul Aeby                     | KK (CVP)     |
| 1895–1903 | Louis Bourgknecht             | KK (CVP)     |
| 1903–1919 | Ernest de Weck                | KK (CVP)     |
| 1919–1922 | Romain de Weck                | KK (CVP)     |
| 1922–1938 | Pierre Aeby                   | KK (CVP)     |
| 1938–1950 | Ernest Lorson                 | KK (CVP)     |
| 1950–1959 | Jean Bourgknecht              | KK (CVP)     |
| 1960–1966 | Max Aebischer                 | KK (CVP)     |
| 1966–1982 | Lucien Nussbaumer             | FDP          |
| 1982–1993 | Claude Schorderet             | CVP          |
| 1994–2004 | Dominique de Buman            | CVP          |
| 2004–2006 | Jean Bourgknecht              | CVP          |
| 2006–2016 | Pierre-Alain Clément          | SP           |
| seit 2016 | Thierry Steiert               | SP           |